# Anculosa carinata
Anculosa carinata är en snäckart som beskrevs av Bruguiere. Anculosa carinata ingår i släktet Anculosa och familjen Pleuroceridae. Inga underarter finns listade i Catalogue of Life.